# Enzweihingen
Enzweihingen is een plaats in de Duitse gemeente Vaihingen an der Enz, deelstaat Baden-Württemberg, en telt 3895 inwoners.